# Miziurînți, Șumsk
Miziurînți (în ucraineană Мізюринці) este o comună în raionul Șumsk, regiunea Ternopil, Ucraina, formată numai din satul de reședință.

## Demografie
Componența lingvistică a comunei Miziurînți
     Ucraineană (98,85%)
     Rusă (1,15%)
Conform recensământului din 2001, majoritatea populației comunei Miziurînți era vorbitoare de ucraineană (98,85%), existând în minoritate și vorbitori de rusă (1,15%).

## Personalități
- Alexandru Hâjdeu (1811 - 1872), scriitor român, membru fondator al Academiei Române.